# Senyal d'emissió
El senyal d'emissió (en anglès Broadcast flag) és un conjunt de bits d'estat (o un “senyal”) enviats al flux de dades d'un programa de televisió digital que indica si es pot enregistrar o no el flux de dades o si hi ha restriccions en el contingut gravat. Als Estats Units, se suposava que els nous receptors de televisió que utilitzaven l'estàndard ATSC incorporarien aquesta funcionalitat l'1 de juliol de 2005. El requisit es va disputar amb èxit el 2005 i es va rescindir el 2011. Entre les possibles restriccions s'inclouen la impossibilitat de guardar un programa digital sense xifrar en un disc dur o en un altre aparell d'emmagatzematge no volàtil, la impossibilitat de fer còpies secundàries del contingut gravat (com, per exemple, reduir els vídeos d'alta definició a la resolució dels televisors estàndards) i la incapacitat de saltar els anuncis. Es tracta d'un sistema desenvolupat per la Federal Communication Commission (FCC) amb un grup d'empreses conegudes com a 5C (Intel, Toshiba, Hitachi, Sony i Panasonic) amb l'objectiu de mantenir un control sobre la informació televisiva.

## Funcionament
Una de les principals raons de la seva creació és que la televisió digital ofereix unes possibilitats limitades per a gravar tot tipus de material, des de descarregar-lo a l'ordinador o eliminar els anuncis a emmagatzemar-lo digitalment. D'aquesta manera, qualsevol sèrie i pel·lícula pot ser intercanviada amb facilitat mitjançant xarxes P2P. Aquest mecanisme de control social consisteix en una etiqueta de dades enviada al senyal de televisió digital que indica a un equip receptor si el senyal rebut pot ser gravat o manipulat. Les dades enviades no estan xifrades, sinó que és el propi equip receptor el que s'encarrega de fer-ho una vegada hi han arribat, Així, tots els aparells destinats a rebre senyals de televisió han d'integrar un sistema que xifri el senyal.

## Disposicions
El senyal sense codificar no ha de ser accessible per a l'usuari en cap moment durant la transmissió, i ni tan sols quan hagi arribat al receptor, on es codificarà si així ho indica el senyal d'emissió. D'aquesta manera s'evita haver de canviar tots els equips actuals de recepció; malgrat tot, a partir de la seva implantació tots els equips comercialitzats han de ser capaços de processar aquests tipus de senyals.

## Objectius
Es pretén que siguin els propis difusors d'informació i els propietaris del dret d'autor els que controlin a quin públic arriben els seus continguts. Tot contingut sota copyright serà controlat pels titulars del dret d'autor a través de la tecnologia. Per a l'accés a determinada informació cal un descodificador compatible amb el senyal d'emissió que li garanteixi o no l'accés al contingut.

## Les normes de la FCC (Federal Communication Commission)
Oficialment l'anomenat “Control de redistribució de la televisió de difusió digital”, la norma de la FCC es troba al 47 CFR 73.9002(b) i a les seccions següents, en què s'afirma en part: “Cap part ha de vendre ni distribuir en el comerç interestatal un producte de desmodulador cobert que no compleixi els requisits de conformitat ni els requisits de robustesa del desmodulador”. Segons la norma, el maquinari ha de “frustrar activament” la pirateria.
La norma dels requisits de compliment del desmodulador insisteix que tots els desmoduladors de televisió d'alta definició han d'”escoltar” el senyal (o donar per fet que estigui present en tots els senyals). El contingut marcat només ha de ser enviat a “sortides protegides” (com ara ports DVI i HDMI amb xifratge HDCP) o en forma degradada mitjançant sortides analògiues o sortides digitals amb una resolució visual de 720x480 píxels (EDTV) o inferior. El contingut marcat només es pot enregistrar mitjançant mètodes “autoritzats”, que poden incloure la connexió de gravacions a un sol dispositiu.
Degut al fet que els senyals de difusió es poden activar en qualsevol moment, un espectador que sovint gravava el seu programa preferit es pot trobar de sobte que ja no el pot desar. Aquesta i altres raons porten a molts a veure aquests senyals com una ofensa directa als drets del consumidor.
Els requisits de robustesa del desmodulador són difícils d'implementar en sistemes de codi obert. Els dispositius han de ser “robustos” contra l'accés de l'usuari o les modificacions perquè algú no pugui alterar-los fàcilment per tal d'ignorar els indicadors de difusió que permeten l'accés al flux digital complet. Atès al fet que els controladors de dispositiu de codi obert es poden modificar per disseny per l'usuari, una targeta sintonitzadora de televisió d'ordinador amb controladors de codi obert no seria “robusta”.

## Estat actual
A l'American Library Association v. FCC, 406 F.3d 689 (D.C. Cir. 2005), el Tribunal d'Apel·lacions dels Estats Units per al Circuit de la DC va dictaminar que la FCC havia superat la seva autoritat en crear aquesta norma. El tribunal va declarar que la Comissió no podia prohibir la fabricació de maquinari informàtic o de vídeo sense tecnologia de protecció contra còpia, ja que la FCC només tenia autoritat per a regular les transmissions, no els dispositius que rebien les comunicacions. Tot i que era possible que el Tribunal Suprem anul·lés aquesta sentència, la reaparició més probable del senyal d'emissió va ser la legislació del Congrés dels Estats Units que va atorgar aquesta autoritat a la FCC.
L'1 de maig de 2006, el senador Ted Stevens va inserir una versió del senyal d'emissió a la Llei de desplegament de comunicacions, elecció del consumidor i banda ampla del 2006. El 22 de juny de 2006, el senador John E. Sununu va oferir una esmena per atacar el senyal de ràdio i emissió, però va fracassar i la comissió de comerç va aprovar l'esmena del senyal de difusió. Tot i això, el projecte de llei general mai no es va aprovar i, per tant, va morir en l'ajornament del 109è Congrés el desembre del 2006.
El 18 de maig de 2008, News.com va informar que Microsoft havia confirmat que les versions actuals de Windows Media Center que s'enviaven amb la família de sistemes operatius Windows s'adherien a l'ús del senyal d'emissió, després d'haver informat que els usuaris no podien gravar emissions específiques de programes de la NBC (National Broadcasting Company). Un portaveu de Microsoft va dir que Windows Media Center s'adheria a les "regles establertes per la FCC".
El 22 d'agost de 2011, la FCC va eliminar oficialment la normativa del senyal d'emissió.

## Tecnologies relacionades

### Senyal d'emissió per ràdio i RIAA (Recording Industry Association of America)
Amb l'arribada de la ràdio digital, la indústria de l'enregistrament va intentar canviar les regles bàsiques sobre els drets d'autor de les cançons reproduïdes a la ràdio. Actualment, les emissores de ràdio per antena (és a dir, emeses però no per Internet) poden reproduir cançons lliurement, però la RIAA va voler que el Congrés inserís un senyal d'emissió de ràdio, moitu pel qual el 26 d'abril de 2006, el Congrés va celebrar una audiència sobre el senyal de radiodifusió.

### Senyal d'emissió europea
Actualment no s'utilitza cap senyal equivalent a les transmissions de DVB europees, tot i que el DVB-CPCM proporcionaria un conjunt de senyals tal com es defineix per DVB-SI, que es pot utilitzar en les emissions de televisió. Encara no és clar com s'aplicaria l'adhesió a aquest sistema en un receptor.
Al Regne Unit, la BBC va introduir restriccions de protecció de contingut el 2010 pel contingut Free to Air mitjançant la concessió de llicències de dades necessàries per rebre la informació del servei per a les emissions de Freeview HD. No obstant això, la BBC va afirmar que la protecció més alta aplicada seria permetre fer una còpia només.

### ISDB
Les transmissions d'ISDB estan protegides perquè permetin gravar digitalment l'emissió una vegada, però no permetin fer còpies digitals d'aquesta gravació. Tot i això, els enregistraments analògics es poden copiar lliurement. És possible no permetre l'ús de sortides analògiques, tot i que encara no s'ha implementat. La protecció es pot eludir amb el maquinari i el programari correctes.

### DVB-CPCM
L'organització de difusió de vídeo digital està desenvolupant el DVB-CPCM, que permet a les emissores (especialment a l'emissora de televisió PayTV) tenir molt més control sobre l'ús del contingut a les xarxes domèstiques (i més enllà). Els DVB estàndards s'utilitzen habitualment a Europa i arreu del món (per a la distribució per satèl·lit, terrestre i per cable), però també són utilitzats als Estats Units per Dish Network. A Europa, algunes empreses d'entreteniment estaven pressionant per exigir legalment l'ús del DVB-CPCM, però els oponents temien que el DVB-CPCM acabés amb els fabricants independents de receptors que utilitzaven sistemes operatius de codi obert (per exemple, descodificadors basats en Linux).

### Ús del senyal d'emissió per pagament per visualització
Als Estats Units, des del 15 d'abril de 2008, les pel·lícules de pagament de televisió per cable i per satèl·lit es marquen per evitar que es retingui la gravació d'un canal de pagament per gravadors de vídeo digital o altres dispositius relacionats després de les 24 hores des de l'hora indicada de la pel·lícula. Aquesta és la pràctica habitual de la indústria cinematogràfica, inclosa la del lloguer digital des de l'iTunes Store i Google Play. Les pel·lícules gravades abans d'aquest moment encara estarien disponibles sense marcar-les i es podrien copiar lliurement, tot i que a partir del 2015 aquestes unitats de DVR anteriors al 2008 ja no han estat actualitzades o probablement ja no són funcionals. El problema de pagament per visualització és discutible per a tots els esdeveniments menys els especials, ja que gairebé tots els proveïdors de satèl·lit i cable han passat a plataformes de vídeo sota demanda més fàcilment restringides; les pel·lícules de pagament per visualització s'han reduït a contingut no notable.

## Cronologia
- El 1996 el CPTWG (Copy Protection Technical Working Group) comença a treballar per a la protecció de continguts distribuïts al públic per mitjans físics, cable o comunicacions per satèl·lit.
- El 2001 Fox Broadcasting presenta el senyal d'emissió com a estàndard de la televisió digital. A més a més es forma el Broadcast Protection Discussion Group (BDPG), que dissenya els estàndards de seguretat per a continguts de radiodifusió.
- L'agost de 2002 la Federal Communication Commission (FCC) inicia una sèrie de normes dissenyades per a facilitar la transmissió a la televisió digital. Aquestes regles inclouen el senyal d'emissió. Al setembre apareix un projecte de llei que estipula per al 2006 l'apagada analògica i les regulacions sobre la televisió digital, que inclou l'ús del senyal d'emissió.
- El 2003 la Federal Communication Commission (FCC) publica l'informe que ordena incloure el senyal d'emissió a tots els dispositius venuts després del juliol de 2005.
- El juliol de 2005 l'informe va ser desestimat. Però això no significa que el senyal d'emissió no torni a tenir-se en compte. La indústria de Hollywood està molt interessada en la realització del projecte i ja ha fet diversos intents per a dur-lo a terme.